# بيثونسارت
بيثونسارت (بالفرنسية: Béthonsart)‏ هي بلدية تقع في إقليم باد كاليه من منطقة نور با دو كاليه في شمال فرنسا. تبلغ مساحة هذه المدينة 4.21 (كم²)، وترتفع عن سطح البحر 144 م، يبلغ عدد سكانها 167 نسمة حسب إحصاء المعهد الوطني للإحصاء والدراسات الاقتصادية سنة 2009 م. وترأس Richard Juras البلدية خلال فترة (2008-2014).